# باشگاه فوتبال اسپورتاکادمکلاب مسکو
باشگاه فوتبال اسپورتاکادمکلاب مسکو (روسی: ФК «Спортакадемклуб») یک باشگاه فوتبال در شهر مسکو کشور روسیه است. این باشگاه در لیگ دسته دوم فوتبال روسیه بازی می‌کند. این باشگاه در سال ۱۹۹۲ تأسیس شده‌است. Stadium FOP "Izmaylovo" محل برگزاری بازی‌های خانگی این باشگاه است.